# عقد 930
عقد 930 هو عقد امتد بين 1 يناير 930 و31 ديسمبر 939 بحسب التقويم الميلادي. سبقه عقد 920 ولحقه عقد 940.

## أحداث
- معركة الخندق (939)

## مواليد
- الكسكري (934)
- رومانوس الثاني (938)
- جيزولف الأول من ساليرنو (930)
- أبو نصر الكلاباذي (935)
- أديلايد من إيطاليا (931)
- سانشو الأول ملك ليون (932)
- أبو عبد الله الحاكم النيسابوري (933)
- إلبيرا راميريز (937)
- المنصور بن أبي عامر (930)
- المعز لدين الله (932)
- أبو فراس الحمداني (932)

## وفيات
- رولو الأول دوق نورماندي (932)
- الطحاوي (933)
- نفطويه (935)
- ماروزيا (937)
- أبو زيد البلخي (934)
- محمد بن الفضل البلخي (931)
- ابن دريد (933)
- الحسن أحمد يحيى الحسين (936)
- ابن المغلس (936)
- أبو حاتم الرازي (934)
- هنري الصياد (936)

## كتب
- Yves Denis Papin (1998). Chronologie de l'histoire ancienne. Lieu de publication non identifié: Éditions Jean-paul Gisserot. ISBN:2-87747-346-5. OCLC:40746926. مؤرشف من الأصل في 2022-03-16.
- موسوعة حضارة العالم (2002) لأحمد محمد عوف.

## روابط خارجية
- تصفح سنة بسنة عقد 930 على موقع onthisday.com
- تصفح سنة بسنة عقد 930 ابتداءً من سنة عقد 930 على موقع المكتبة الوطنية الفرنسية